# Ediciones Trilce
Ediciones Trilce es una editorial uruguaya fundada en 1985, que continuó publicando libros hasta el año 2015. Tiene un catálogo de alrededor de 900 títulos y también ha editado traducciones, en particular de obras en francés. Su director es Pablo Harari, y en diferentes momentos de su historia, también participaron de la editorial Annie Morvan, Brenda Bogliaccini, y Anna Danieli.

## Reseña
Ediciones Trilce surgió en 1985 como proyecto de retorno del exilio de dos familias de uruguayos/franceses refugiados en París durante los años de represión y dictadura en Uruguay (1968-1985). Annie Morvan, traductora del francés al español y encargada de colección en la editorial Actes Sud y Pablo Harari, integrante de Dif Pop, organismo de distribución de revistas y libros fueron sus socios fundadores. En 1989 Morvan retornó a Francia y se integró Anna Danieli como socia. Más adelante Brenda Bogliaccini se sumó a la sociedad.
En junio de 1986 Trilce editó sus primeros dos títulos, a los que siguieron durante su existencia, más de novecientos.
Como empresa adoptó explícitamente el criterio de "small is beautiful (Lo pequeño es hermoso)" priorizando mejorar la calidad en lugar de buscar expandirse. Esto significó realizar internamente tareas como arte y diseño, corrección de textos, gestión del sitio web, entre otras. Su equipo se mantuvo casi sin cambios durante las tres décadas y en sus relaciones de trabajo estableció acuerdos de fidelidad con proveedores y aliados (tres imprentas, dos distribuidores en treinta años). Otro puntal del criterio adoptado fue la integración de nuevas tecnologías (composición digital desde 1988, catálogo en Internet desde 1996).
Su política editorial se basó en varios pilares: considerar la editorial como un agente cultural enraizado en la actualidad, social y política, promover la bibliodiversidad, establecer lazos de cooperación entre editoriales independientes, respetar a los autores en tanto creadores aliados a la editorial, defender los derechos de autor en equilibro con el carácter de bien público del libro y el acceso a los bienes culturales.
En sus orígenes se centró en la edición de narrativa y progresivamente los ensayos ocuparon un lugar destacado. Su catálogo discrimina por un lado ficción: cuentos, humor, infantil-juvenil, novelas, poesía, teatro y por otro ensayos: arquitectura, ciencia/tecnología, ciencias jurídicas, ciencias médicas, cine, comunicaciones, cultura/identidad, deportes, derechos humanos, economía, educación, filosofía, guías/libros de referencia, historia/antropología, integración regional, letras, medio ambiente, mujer, música, política, psicología/psicoanálisis, religión, semiótica, sociedad, testimonios/biografías.
Su política editorial dio particular acento al rescate de la memoria histórica del pasado reciente (dictadura cívico miliar) y a la lucha contra la impunidad (derechos humanos); a las secuelas del terrorismo de Estado, a Derechos Humanos, Psicoanálisis, Ciencia Política, y, particularmente, temas de la agenda del debate académico y social. En narrativa privilegió a nuevos autores nacionales y a la literatura infantil/juvenil.
Otro aspecto destacable de su trabajo, fue la publicación de una serie de 65 obras traducidas del francés (narrativa, poesía, teatro, ensayos) hecho editorial inusual en el país. Lo que le valió el reconocimiento del Estado francés en más de una ocasión.
En 1994 la editorial firmó un convenio para la edición simultánea con otras editoriales internacionales: Ediciones Era de México, LOM Ediciones de Chile y Txalaparta de España.
Trilce fue miembro fundador de la Alianza Internacional de Editores Independientes (Alliance internationale des éditeurs indépendants) y coordinó su red de habla hispana (red de 136 editoriales independientes). Integró la Cámara Uruguaya del Libro desde 1985.
En 2015 publicó sus últimas cinco obras y mantuvo la distribución de cerca de los 510 títulos que conforman su catálogo de obras disponibles.